# حسين القلاف
حسين علي السيد خليفة حسين القلاف البحراني (22 أكتوبر 1958 -)، نائب سابق في مجلس الأمة الكويتي.

## حياته السياسية

### انتخابات مجلس الأمة
| الانتخابات           | الدائرة الانتخابية  | المركز        | عدد الأصوات | النتيجة |
| -------------------- | ------------------- | ------------- | ----------- | ------- |
| انتخابات 1992        | الدائرة الثامنة     | المركز الثالث | 1,047 صوت   | خسر     |
| انتخابات 1996        | الدائرة الرابعة     | المركز الأول  | 1,020 صوت   | فاز     |
| انتخابات 1999        | الدائرة الثالثة عشر | المركز الأول  | 1,798 صوت   | فاز     |
| انتخابات 2003        | الدائرة الثالثة عشر | المركز الأول  | 1,829 صوت   | فاز     |
| انتخابات 2006        | الدائرة الثالثة عشر | المركز الرابع | 2,676 صوت   | خسر     |
| انتخابات 2008        | الدائرة الأولى      | المركز السادس | 7,274 صوت   | فاز     |
| انتخابات 2009        | الدائرة الأولى      | المركز الثاني | 13,305 صوت  | فاز     |
| انتخابات فبراير 2012 | الدائرة الأولى      | المركز الثاني | 11,394 صوت  | فاز     |